# Quatuor à cordes de Françaix
Pour les articles homonymes, voir Quatuor à cordes.
Le Quatuor à cordes est une œuvre de musique de chambre de Jean Françaix composée en 1934.

## Contexte
Le Quatuor à cordes de Jean Françaix est un quatuor à cordes (pour deux violons, alto et violoncelle) composé en 1934. Page de jeunesse, l'œuvre, dédiée aux parents du compositeur, est créée par le Quatuor Calvet le 8 mars 1937 à l'École normale de musique de Paris, aux concerts du Triton,,,.

## Structure
Le Quatuor est en quatre mouvements : 
1. Allegretto vivace ( = 92), à 
 ;
2. Andante ( = 63), à 
, mouvement « dans le caractère d'une danse très calme, stylisée[1] » ;
3. Scherzo. Presto ( = 84), à 
, scherzo « très spirituel […] qui fait un abondant usage du jeu pizzicato[1] » ;
4. Allegretto moderato ( = 104), à  — Subito lento e molto sostenuto.

La partition, d'une durée moyenne d'exécution de treize minutes environ, « s'inscrit dans la tradition toute classique des divertimentos et sérénades ». Pour François-René Tranchefort, le but du Quatuor est, « tour à tour, de réjouir et d'émouvoir, — sans que les subtilités d'écriture ne puissent se faire oublier ».
L'œuvre reçoit en 1935 le prix de la Société de musique de chambre de Marseille.
La partition est publiée en 1938 par les éditions Schott.

## Discographie sélective
- Jean Françaix: L'Horloge de Flore, Trio, Quartet, Quatuor Parisii, CPO  999779, 2006.
- Jean Françaix : Musique de chambre, édition du centenaire, CD 1, membres de l'Octuor de France, Indesens INDE 043, 2012.